# 5122-es mellékút (Magyarország)
Az 5122-es mellékút egy rövid, kevesebb, mint 4 kilométer hosszú, négy számjegyű mellékút Bács-Kiskun vármegye nyugati részén; Foktő számára biztosít közúti kapcsolatot északi irányban az 51-es főút felé. A helyiek Kalocsa-Foktő elkerülő útként hivatkoznak rá.

## Nyomvonala
Az 51-es főútból ágazik ki, annak a 114+800-as kilométerszelvénye táján, Uszód közigazgatási területének keleti peremvidékén, délnyugati irányban. Szinte végig nyílegyenesen ezt az irányt követi, így lépi át az 1+150-es kilométerszelvénye táján Kalocsa, majd 2,4 kilométer után Foktő határát is. Kevéssel ezután visszatér kalocsai területre, de 3,2 kilométer után újból Foktő határai között húzódik, és e falut már nem is hagyja el. Utolsó szakaszán kicsit délebbnek fordul, így ér véget, Foktő külterületei között, a központjától jó másfél-két kilométerre, beletorkollva az 5106-os útba, annak a 20+350-es kilométerszelvénye közelében.
Teljes hossza, az országos közutak térképes nyilvántartását szolgáló kira.kozut.hu adatbázisa szerint 3,560 kilométer.

## Története
Az elkerülő út megépítésének szüksége a 2000-es években merült fel. A cél a Kalocsa területén áthaladó 51-es főút tehermentesítése volt. A megépült szakasz a volt szovjet katonai repülőteret kiszolgáló régi, földes út nyomvonalán valósult meg.

## Települések az út mentén
- Uszód
- Kalocsa
- Foktő